# Drehschemel

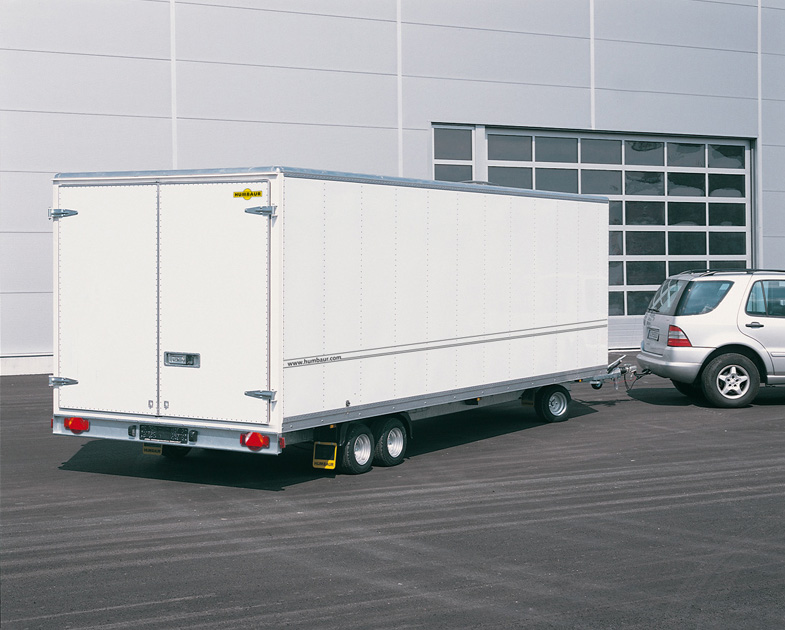
Humbaur-PKW-Anhänger mit Drehschemellenkung (2011)

Drehschemel oder Drehkranz bezeichnet die in Form eines Schemels ausgebildete Verbindung eines aufliegenden Fahrgestells mit seiner lenkbaren Achse, in aller Regel der Vorderachse. Sie ist die fortentwickelte Form einer schlichten „Schwenkachslenkung“, bei welcher der starre Achskörper mit den an seinen Enden gelagerten Rädern als Ganzes um einen zentralen „Königsbolzen“ schwenkt.
Drehschemel finden sich seit langem kaum noch in selbstfahrenden Fahrzeugen, sondern vor allem in mehrachsigen Anhängern sowie bei Kutschen und anderen Pferdewagen. Die Deichsel dient hier auf einfache Weise zugleich der Ansteuerung der gelenkten Achse wie dem Ziehen des Fahrzeugs.
Drehschemel sind ein Spezialfall der verhältnismäßig alten Technik eines Drehwerks.

## Geschichtliche Verwendungsbeispiele

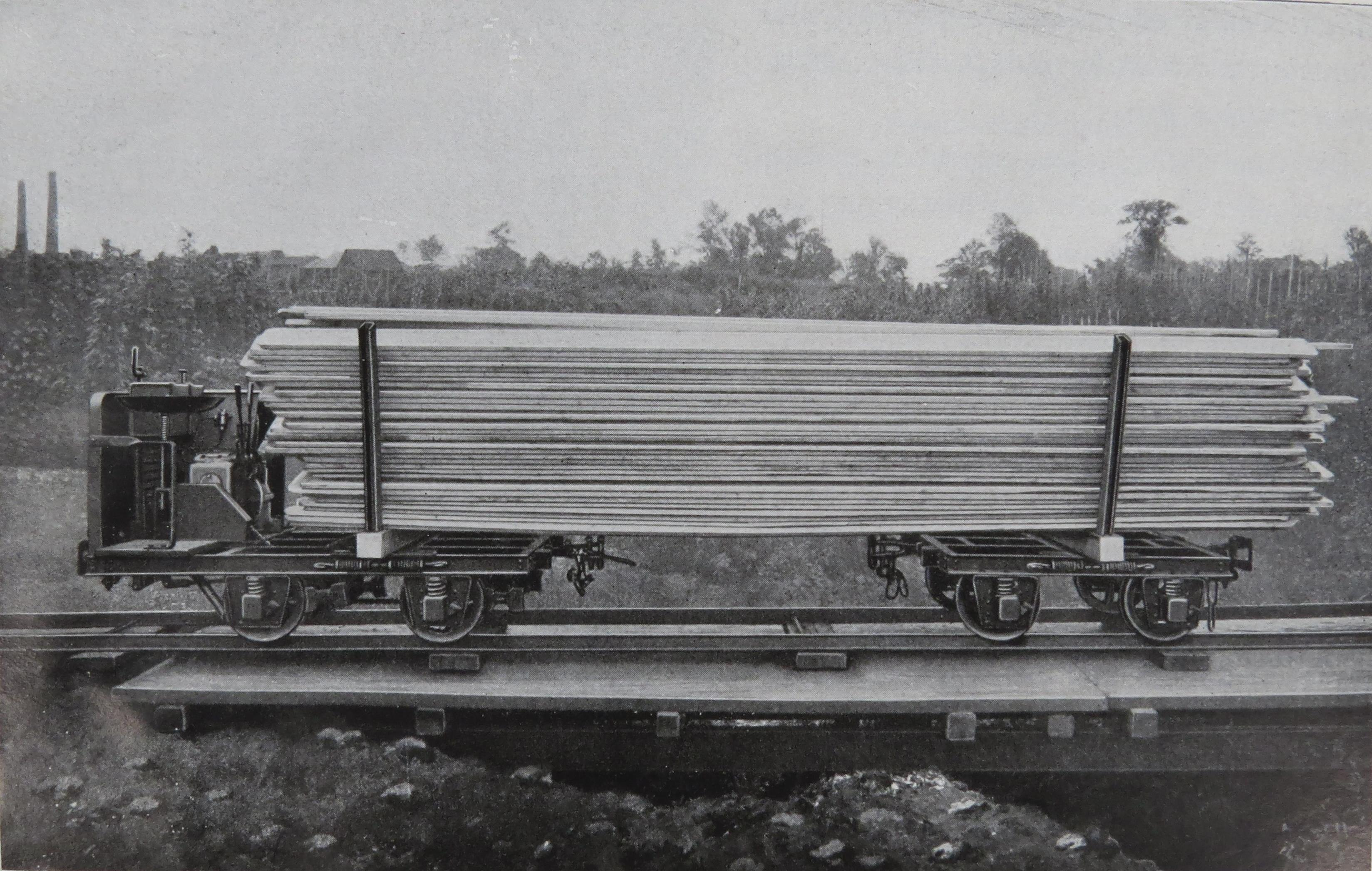
Puch-Feldbahn-Drehschemelwaggon für den Langholztransport (1919)
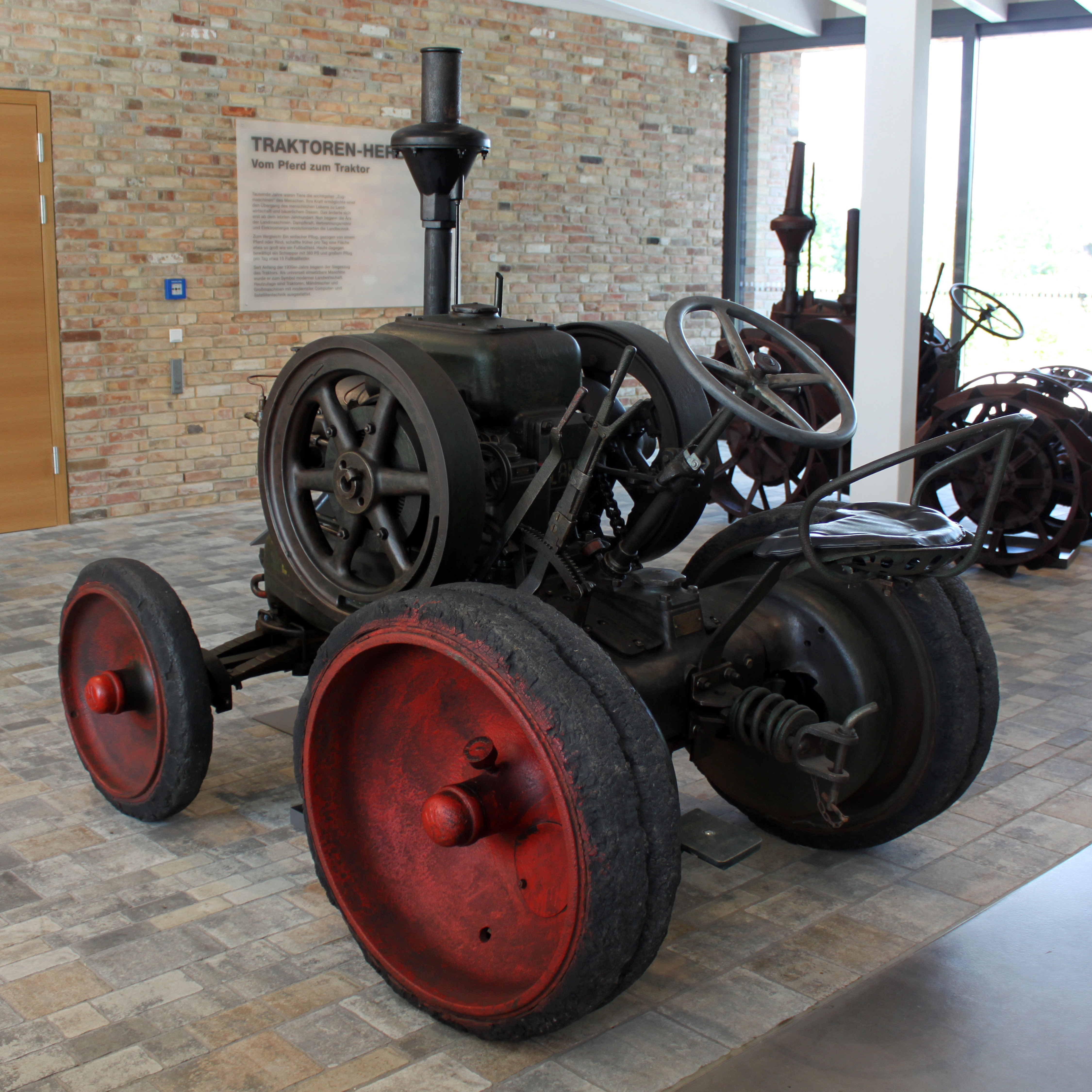
Lanz-Bulldog-Ackerschlepper mit Drehschemellenkung (1924)
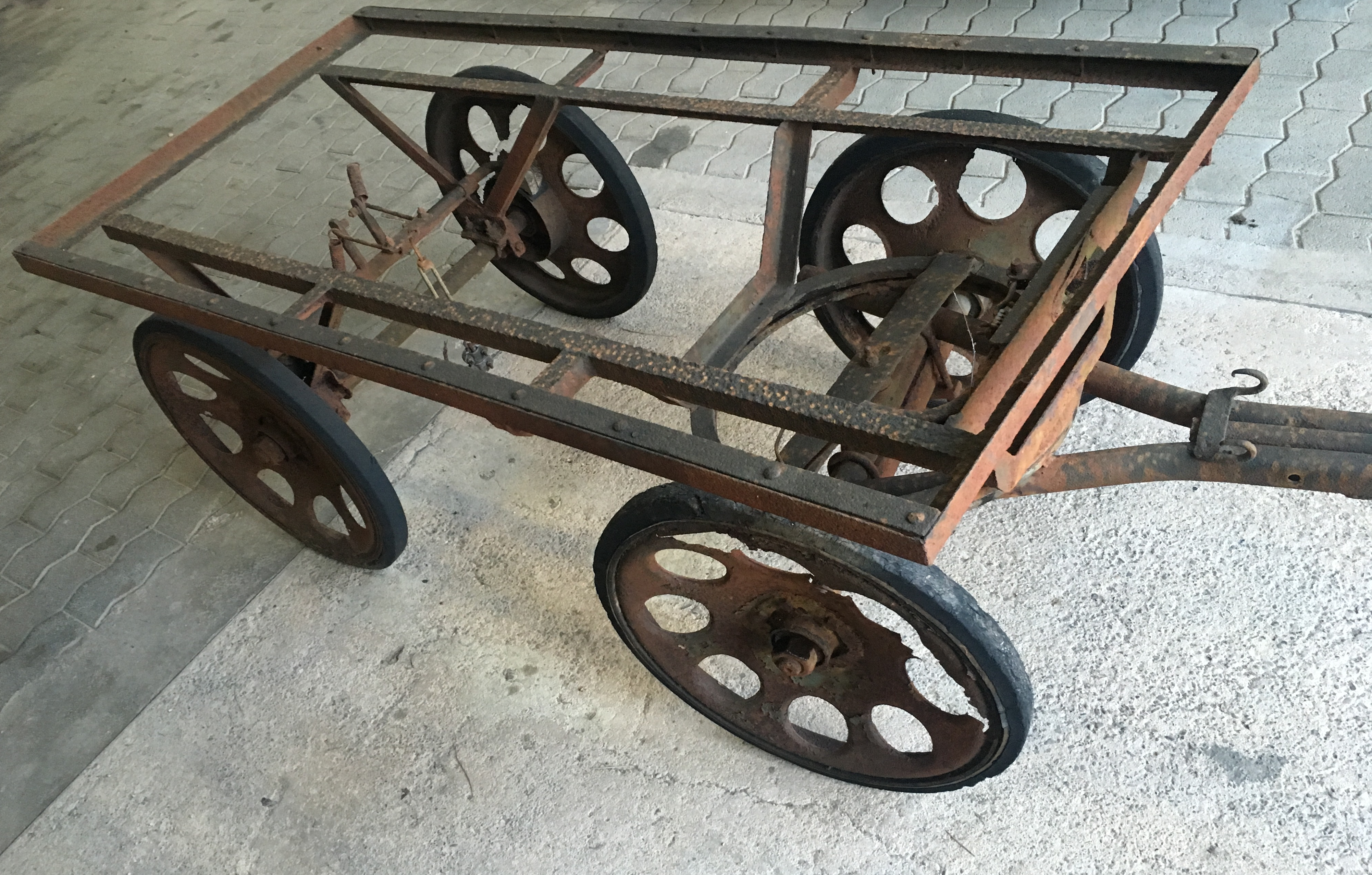
Horch-Vielzweckwagen mit Drehschemellenkung (1945)